# Гилт Еџ (Тенеси)
Гилт Еџ (енгл. Gilt Edge) град је у америчкој савезној држави Тенеси.

## Демографија
По попису из 2010. године број становника је 477, што је 12 (-2,5%) становника мање него 2000. године.
| Група             | 2000.       | 2010.       |
| Белци             | 481 (98,4%) | 459 (96,2%) |
| Афроамериканци    | 2 (0,4%)    | 6 (1,3%)    |
| Азијати           | 0 (0,0%)    | 0 (0,0%)    |
| Хиспаноамериканци | 3 (0,6%)    | 4 (0,8%)    |
| Укупно            | 489         | 477         |